# Tebay
Tebay ist ein Ort im heutigen Cumbria in North West England mit 728 Einwohnern (2001). Der Ort gehörte traditionell zur Grafschaft Westmorland.
Der Ort lag seit 1844 an der Lancaster and Carlisle Railway und von hier zweigte deren Bahnlinie nach Ingleton ab, die 1963 eingestellt wurde. Der Ort hatte von 1852 bis zum 1. Juli 1968 auch einen Bahnhof. Der Bahnhof Tebay war von 1861 bis 1962 der Ausgangspunkt, der ursprünglich von der South Durham and Lancashire Union Railway betriebenen Linie zur Stockton and Darlington Railway bei Bishop Auckland. Dampflokomotiven zur Unterstützung von Zügen am Shap Summit waren in Tebay stationiert. Die West Coast Main Line führt heute an dem Ort vorbei. Ebenso in unmittelbarer Näher des Ortes befindet sich die Raststätte Tebay Service und die Ausfahrt J38 der Autobahn Motorway M6.